# Sawyer (postać)
James „Sawyer” Ford – jeden z bohaterów serialu Zagubieni. Gra go Josh Holloway.
Jest 35-letnim, atletycznie zbudowanym mężczyzną, najbardziej znienawidzonym przez społeczność. Od początku wybrał konfrontacyjną postawę antagonizując się z większością rozbitków. Był pierwszym, który rozpoczął regularne przeszukiwanie ocalałych bagaży zawłaszczając wiele cennych przedmiotów i środków. O swoje „skarby” gotowy był walczyć na śmierć i życie. Najwyraźniej lubi czytać książki. Sawyer jest sierotą od lat chłopięcych. Jego rodzice zostali ofiarami oszustwa finansowego przeprowadzonego przez kochanka matki. W wyniku utraty majątku ojciec jego przeżył załamanie nerwowe, zabił matkę po czym popełnił samobójstwo. Od tego momentu Sawyer zaprzysiągł sobie zemstę na sprawcy nieszczęścia. Życie swoje poświęcił na ściganie oszusta. Żyjąc w biegu sam stał się przestępcą, upodabniając się do tego, którego ścigał. Mimo maski twardego człowieka drzemią w jego wnętrzu resztki człowieczeństwa, które z wolna zaczynają wydobywać się na powierzchnię.
W jednej z retrospekcji widzimy, że gdy Sawyer próbuje dokonać oszustwa finansowego na pewnym małżeństwie, w ostatniej chwili zmienia jednak zdanie, widząc wchodzącego do pokoju małego chłopca, przypominając sobie siebie samego.
Z wspomnień tego z rozbitków poznajemy także historię, kiedy to rozkochuje w sobie piękną, młodą rozwódkę, wyłudza od niej pieniądze, które uzyskała ona w wyniku rozstania z mężem i uciekając się do kolejnych podstępów, porzuca ją zabierając ze sobą torbę pełną pieniędzy.
Do Australii Sawyer udał się prawdopodobnie w poszukiwaniu człowieka, który oszukał jego rodziców, aby go zabić.
W jednym z obskurnych barów poznaje faceta w średnim wieku, lekarza z Los Angeles, który mocno upija się i opowiada Sawyerowi jak bardzo kocha on swego syna, również lekarza, który zgłosił władzom szpitala, że jego ojciec operował pacjentkę w stanie nietrzeźwym. Przez to syn owego człowieka czuje się winny, że zawiódł ojca, jednakże ten nie wini go, a nawet jest z niego dumny, że właśnie tak postąpił i chciałby mu powiedzieć, że go kocha, jednak nie ma na to odwagi.
Podczas pobytu na wyspie Sawyer orientuje się, że owym człowiekiem z baru był ojciec Jacka i w dniu, w którym Sawyer wraz z Michaelem, Waltem i Jinem wypływają tratwą po pomoc, mówi o tym zdarzeniu Shephardowi. Po wypłynięciu, zaatakowaniu i zniszczeniu tratwy, porwaniu Walta oraz postrzeleniu Sawyera, on i Michael dryfują po obrzeżach wyspy. Gdy wreszcie udaje im się wyjść na brzeg, przybiega do nich przerażony Jin a za nim, jak w pierwszej chwili myślą rozbitkowie, „Inni”. Sawyer wraz z towarzyszami zostaje wrzucony do wykopanego dołu. Jednak po pewnym czasie okazuje się, że byli więzieni przez „ogonowców” i gdy udaje im się przekonać rozbitków, że oni również lecieli feralnym lotem 815, zostają wyciągnięci i prowadzą ową grupę na „swoją” stronę wyspy. Po drodze Sawyer traci przytomność z powodu rany postrzałowej i gdy trafia do bunkra, czule opiekuje się nim Kate, a więź między nimi zacieśnia się. W gorączce wypowiada słowa „Kocham ją”, najprawdopodobniej chodziło mu o Kate, lecz gdy po odzyskaniu przytomności świadek tego faktu, Jack wspomina o tym, Sawyer zaprzecza.
Pewnego dnia Ana Lucia chcąc odebrać Sawyerowi broń, uwodzi go i ukradkiem podbiera broń. Tego samego dnia ginie ona zastrzelona przez Michaela, z tej właśnie broni. Sawyer jedynie Jackowi mówi o tym, że kochał się z Aną Lucią, gdyż uważa go za „namiastkę przyjaciela”, a sam nie potrafi sobie z tym poradzić po śmierci dziewczyny. Po jej pogrzebie on, Jack, Kate, Hurley i Michael wyruszają „odszukać Walta”. Okazuje się jednak, iż był to podstęp i Sawyer, Jack i Kate zostają uprowadzeni przez „Innych”. Po uprowadzeniu Sawyer jest więziony w klatce dla zwierząt i zmuszany do niewolniczej pracy. Wkrótce jednak za pomocą swych przyjaciół udaje mu się uciec z miejsca, gdzie był przetrzymywany i wraca do obozu rozbitków. Tam mimo niezmiennego stylu i wciąż złośliwego charakteru, ukazana jest jego zmiana, na co pewnie miał wpływ pobyt u Innych. Sawyer nie wyróżnia się już tak spośród otoczenia. W obozie jego kontakty z Kate zacieśniają się jeszcze bardziej, mimo że ta nie jest pewna miłości co do niego. Kiedy Sawyer jest katowany przez jednego z „Tamtych”, który chce się na nim wyżyć po śmierci swojej żony, którą zabiła Sun, Kate, aby go ratować pytana przez „Tamtego”, czy go kocha, odpowiada” Tak”. Później jednak tłumaczy Sawyerowi, że zrobiła ty tylko dla tego, żeby on nie zginął. Pewnego dnia Kate mówi Sawyerowi, że widziała Jacka, że oni chcą by zoperował Bena, wtedy ich wypuszczą. Sawyer domyśla się, że oni we dwoje są przynętą. Uważa, że Jack nie jest głupi i nie zrobi tego. Wtedy Kate wychodzi z klatki, rozbija kłódkę i oświadcza, że skoro Sawyer nie chce by Jack uratował mu życie, to sam siebie uratuje. Decyduje, że uciekają stąd we dwoje, ale Sawyer nie chce uciekać, bo nie ma, dokąd uciec. Kate nie rozumie, o czym on mówi. Sawyer wyjaśnia, że nie są na ich wyspie, że są na innej wyspie, kilka mil od ich wyspy i jeśli nie mają łodzi to nie ma sensu uciekać. Kate jest na niego wściekła, że jej o tym nie powiedział. On wyjaśnia, że chciał by wierzyła, że mają jakąś szansę. Kate płacze, a potem go całuje. Sawyer pyta, za co to. Ona przytula się do niego i wyjaśnia, że nie wie. Zapadł zmrok. Kate leży półnaga w ramionach Sawyera, który siedzi oparty o ścianę. On pyta ją czy wtedy, kiedy Danny go bił i ona powiedziała, że go kocha to zrobiła to tylko po to by Danny przestał. Zamiast odpowiedzieć, Kate podnosi się i całuje Sawyera, a potem znowu się do niego przytula. On mówi, że też ją kocha. Kilka dni wcześniej, pierwszego dnia w pracy przy budowie, Sawyer patrzy na Kate i nie umiejąc się opanować podchodzi do niej i ją całuje. Za karę zostaje przez „Tamtych” porażony paralizatorem. Sawyer kilka dni później spotyka Locke’a, a ten podstępem zwabia go w miejsce, gdzie rzekomo był przetrzymywany Ben, prawdopodobny przywódca Innych. Tam jednak napotyka zakneblowanego ojca Locke’a i również tam dowiaduje się przerażającej prawdy. Ów mężczyzna okazuje się być też człowiekiem, którego Sawyer ścigał przez swoje całe życie. James daje mu list do czytania, który napisał za lat, kiedy jeszcze był dzieckiem. W liście zaprzysiągł zemstę. Ojciec Locke’a jednak kpi sobie z niego i niszczy list. Sawyer wpada w szał i dusi go łańcuchem, wskutek czego mężczyzna ginie. W 5 serii rozwija się jego znajomość z Juliet. Jednak w jednym z odcinków Juliet ginie. Dowiadujemy się, że Sawyer chciał się jej oświadczyć.

## Rok 1977
Sawyer, pod nazwiskiem Jim LaFleur jest przywódcą grupy z DHARMY. Po powrocie rozbitków na wyspę, wprowadza ich tam, jako nowych rekrutów. Gdy Sayid postrzela młodego Benjamina Linusa, Kate zabiera go i razem z Sawyerem zawozi do wrogów DHARMY, konkretnie do Innych, do Richarda Alperta. Niestety całość zostaje nagrana na taśmę przez niejakiego Phila, i Sawyer porywa go. Niestety, Radzinsky odnajduje Phila, schowanego w jego szafie. Sawyer, Juliet i Kate zostają wsadzeni do łodzi podwodnej skąd uciekają pomóc Jackowi zrealizować plan Faradaya. Sawyer nie popiera planu Jacka. W wyniku tego dochodzi do bójki.